# 대전버스
대전버스(大田―)는 대전광역시의 시내버스 운송 업체로 본사는 대전광역시 중구 대둔산로137번길 23 (산성동)에 있다. 계열로는 대전교통, 대전운수, 대전서부시외버스터미널 등이 있다. 2013년 현재 총 11개 노선, 98대를 운용하고 있다.

## 역사
- 1969년: 대전교통으로부터 차량 일부를 양수받아 대전시 선화동에서 동진여객자동차(東進旅客自動車)로 분리 독립
- 1979년: 존속법인 동진여객과 신설법인 한밭여객자동차[1]로 분할, 차량 절반을 신설법인에 양도. 대덕군 진잠면 내동리(현 유성구 원내동) 369-1로 이전
- 2000년: 차고지 일대가 대전 서남부지구(도안신도시) 택지 개발 사업지구에 편입됨에 따라 차고지를 안영동으로 이전
- 2002년: 대전교통에 피인수
- 2006년: 현재의 사명으로 변경
- 2022년: 전기버스 운행 시작(314번, 315번)

## 운행 노선
- ● 20번: 대전역동광장 ~ 장태산(구 200번)
- ● 27번: 서남부터미널 ~ 흑석동
- ● 32번: 서남부터미널 ~ 백암리
- ● 34번: 서남부터미널 ~ 대둔산휴게소
- ● 41번: 서남부터미널 ~ 성북동
- ● 42번: 서남부터미널 ~ 세동
- ● 115번: 오월드 ~ 충대농대
- ● 119번: 안산동 ~ 효동
- ● 212번: 화물터미널 ~ 가수원역
- ● 314번: 오월드 ~ 동춘당
- ● 315번: 오월드 ~ 향촌아파트
- ● 603번: 대전대학교 ~ 목원대학교
- ● 802번: 봉산동 ~ 보문산공원

## 차종
- 현대자동차
  - 현대 그린시티
  - 현대 뉴 슈퍼 에어로시티
  - 현대 저상 뉴 슈퍼 에어로시티
  - 현대 일렉시티
  - 현대 일렉시티 타운

## 갤러리

대전시내버스 216번 (대차 전)
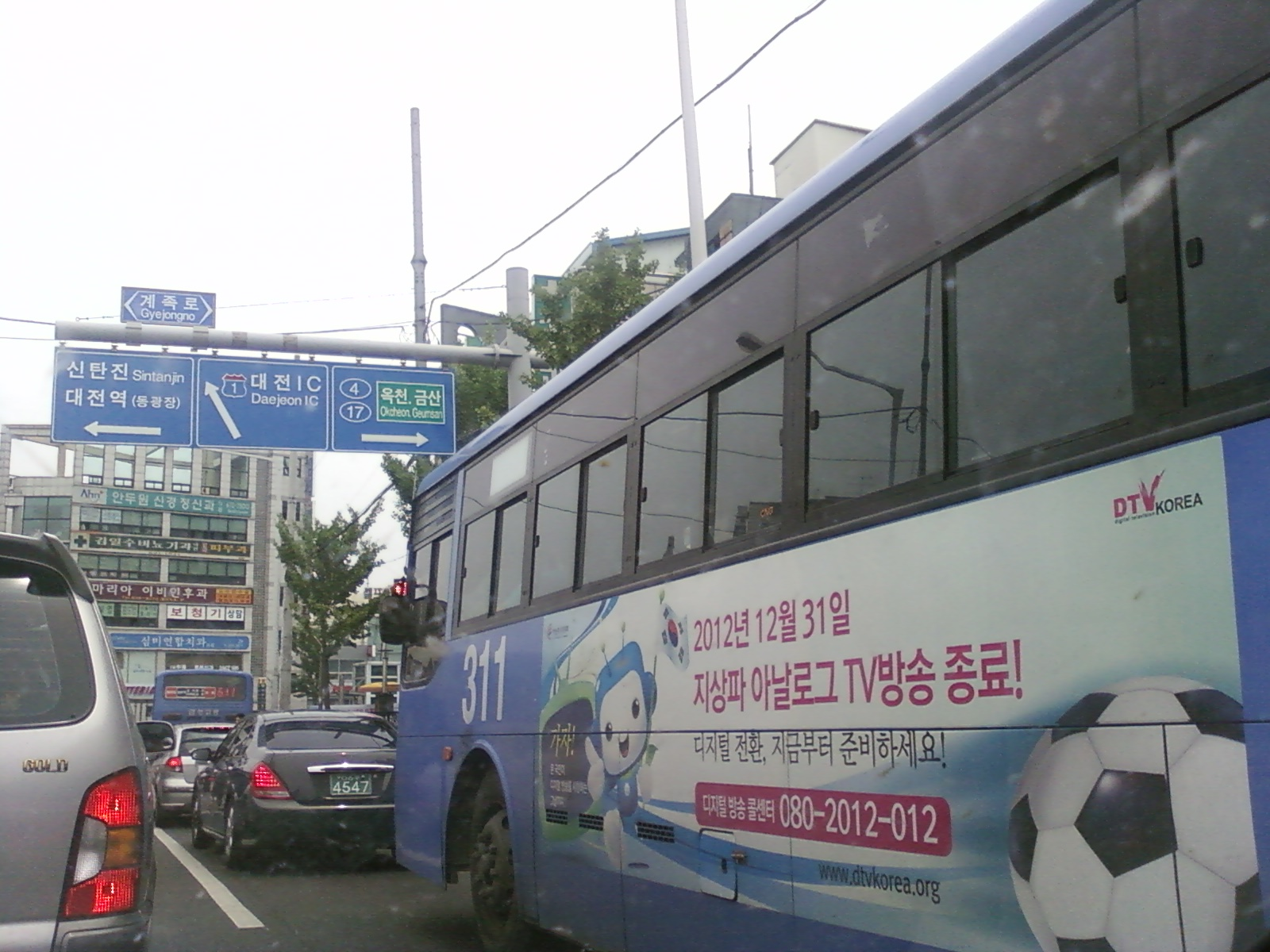
대전시내버스 311번 (대차 전)
대전시내버스 316번 (대차 전)
대전시내버스 316번 (대차 전)
대전시내버스 618번 (대차 전)